# Monaco Telecom TV
MC Cable — компанія кабельного телебачення Князівства Монако, що належить Monaco Telecom. Вона пропонує 200 французьких та іноземних теле- і радіоканалів (Al Jazeera English, Monaco Info, Golf Channel, BFM TV, BBC World News, DW-TV, Rai Tre, Rai Italia, TMC Monte Carlo, Luxe.tv, TF1, CNN International, France 2, Fox News, MSNBC, Love Nature, France 3 і Russia Today — безкоштовно).